# Christian Lagler
Christian Lagler (2. září 1668 Dubí – 14. srpna 1741 Teplice) byl barokní stavitel působící na Teplicku a pracující pro šlechtickou rodinu Clary-Aldringenů.

## Rodina
Byl synem Hanse Laglera a Kathariny roz. Walterové. Měl dvě sestry: Elisabethu a Catharinu. 
Byl dvakrát ženatý. Jeho první manželka se jmenovala Marie Matoušová (v originálu Mathauschin), se kterou se oženil v listopadu 1692 v Teplicích. V té době bydlel ve Mstišově, odkud pocházela i nevěsta. Podruhé se jako vdovec oženil s Annou Marií Habelovou, dcerou Simona Habela z Dubí, kterou si vzal 11. září 1729 v Teplicích. Z obou manželství měl několik dětí: Marii Rosalii, Marii Catharinu, Marii Barbaru, Johanna Christiana a Johanna Franze. Posledního z nich měl s Annou Habelovou.

## Dílo

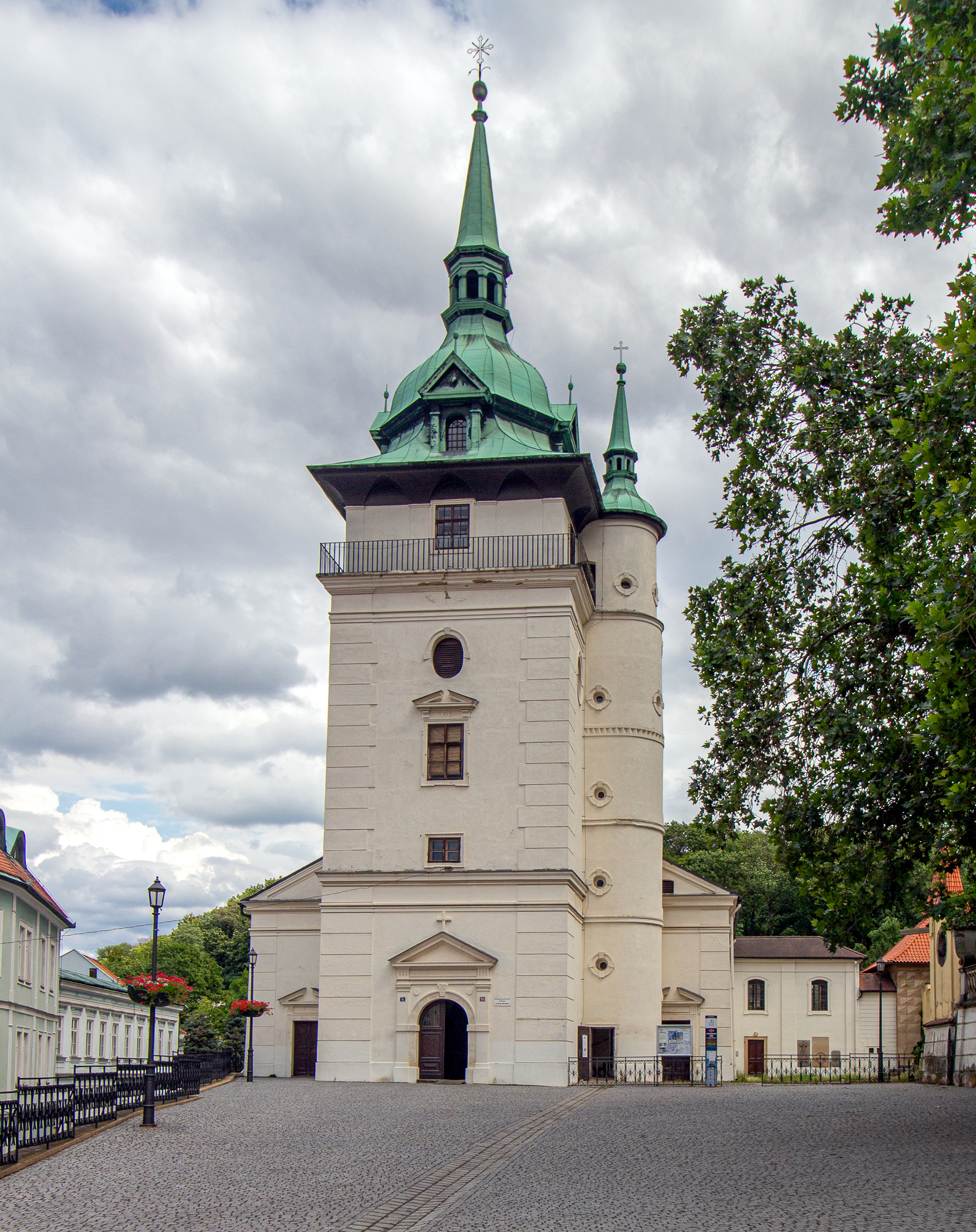
Teplický kostel sv. Jana

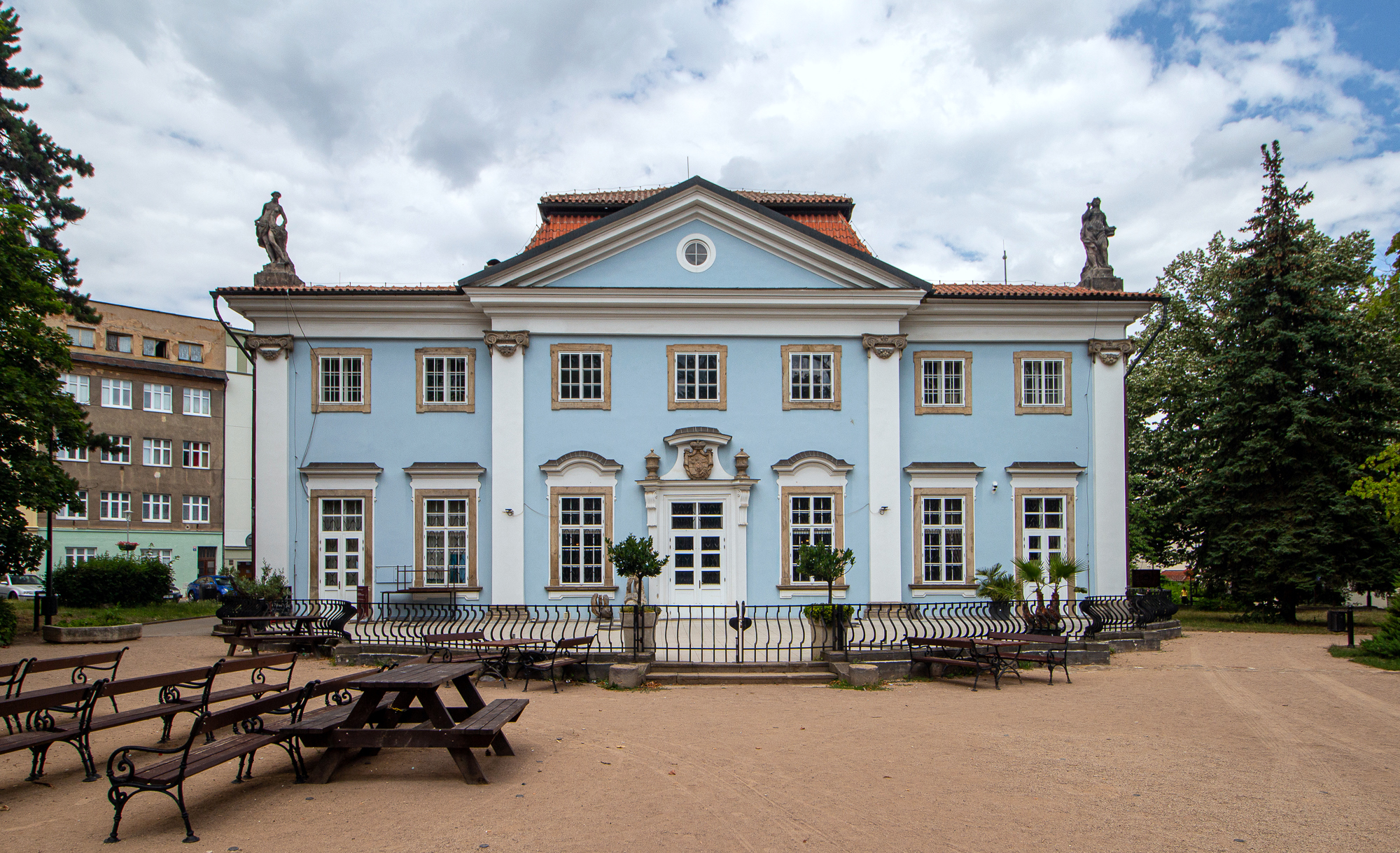
Zahradní dům v teplickém zámeckém parku

Byl starší teplického zednického cechu a vůdčí osobnost teplického baroka. V Teplicích projektoval přestavbu kostela svatého Jana Křtitele, uskutečněnou v roce 1710, a kapli Nalezení sv. Kříže (též Seumeho kaple) z let 1728–1730. Postavil rovněž mnoho lázeňských budov včetně ptačí voliéry u tzv. Ptačích schodů teplického zámku. Lagler projektoval i výstavní dílo teplického baroka: Zahradní dům s velkým tanečním sálem, dnes čp. 525/1. Jeho dílem je i kostel svatého Petra a Pavla v Růžové u Děčína, kostel sv. Valentina v Novosedlicích, kostel sv. Kateřiny v Bořislavi, kaple sv. Eustacha ve Mstišově a podílel se na novostavbě kostela sv. Martina ve Rtyni.